# Monique Coleman
Monique Adrienne Coleman (Orangeburg, Dél-Karolina, 1980. november 13. –) amerikai énekesnő, táncosnő és színésznő.
Leginkább a Disney Channel Szerelmes hangjegyek című filmjéből ismert, amiben Taylor McKessie-t, Gabriella legjobb barátnőjét alakította.

## Fiatalkora
Orangeburgban született. Színészi karrierjét nagyon fiatalon színházban és a televízióban kezdte Columbiában.
Jelenleg Los Angelesben él. Az iskolában 15 darabban játszott. A Heathwood Hall Püspöki Iskolába járt. 
A DePaul Egyetemen diplomázott.

## Pályafutása
Első szerepe a River Mother című filmben volt. Két évvel később a The Ditchdigger's Daughters című filmben szerepelt. 2005-ben a The Reading Room című filmben szerepelt. 2006-ban szerepet kapott a Szerelmes hangjegyek című filmben. A szerepét megismételte a két folytatásban. 2006-ban a Dancing with the Stars versenyzője volt.

## Magánélete
2012. február 14-én feleségül ment Walter Jordanhoz a thaiföldi Ko Szamujban.

## Filmográfia

### Filmek
| Év   | Magyar cím                        | Eredeti cím                                    | Szerep           | Magyar hang        |
| ---- | --------------------------------- | ---------------------------------------------- | ---------------- | ------------------ |
| 2020 |                                   | The F*** Happened                              | Denise           |                    |
| 2020 |                                   | Phobias                                        | Natalie          |                    |
| 2020 |                                   | Steppin' Back To Love                          | April            |                    |
| 2019 |                                   | I Am Somebody's Child: The Regina Louise Story | Ms. Lewis        |                    |
| 2019 |                                   | Real.Live.Girl                                 | Sam              |                    |
| 2019 |                                   | Witness Infection                              | Rose             |                    |
| 2018 |                                   | Broken Star                                    | Annie            |                    |
| 2017 |                                   | The Outdoorsman                                | Jen              |                    |
| 2017 |                                   | Distortion                                     | nő               |                    |
| 2015 |                                   | Naomi and Ely's No Kiss List                   | lány Robin       |                    |
| 2014 |                                   | Free the Nipple                                | Roz              |                    |
| 2010 | Egy család vagyunk                | We Are Family                                  | Elise            |                    |
| 2010 |                                   | Promise Rings                                  | Veronica Baylerd |                    |
| 2008 | High School Musical 3. – Végzősök | High School Musical 3: Senior Year             | Taylor McKessie  | Böhm Anita         |
| 2007 | Szerelmes hangjegyek 2.           | High School Musical 2                          | Taylor McKessie  | Böhm Anita         |
| 2006 | Szerelmes hangjegyek              | High School Musical                            | Taylor McKessie  | Böhm Anita         |
| 2006 |                                   | On Line                                        | Jessie           |                    |
| 2005 | Az olvasóterem                    | The Reading Room                               | Leesha           | Bogdányi Titanilla |
| 1997 |                                   | The Ditchdigger's Daughters                    | Donna fiatalon   |                    |
| 1995 |                                   | Mother of the River                            | Dofimae          |                    |

### Televíziós szerepek
| Év        | Magyar cím              | Eredeti cím                           | Szerep            | Megjegyzések |
| --------- | ----------------------- | ------------------------------------- | ----------------- | ------------ |
| 2020      |                         | The Disney Family SingAlong           | önmaga            | különkiadás  |
| 2017      |                         | Guidance                              | Katina Howard     | főszereplő   |
| 2016      |                         | High School Musical: 10th Anniversary | önmaga            | különkiadás  |
| 2015      |                         | Stitchers                             | Solaris           | 1 epizód     |
| 2014      |                         | Downtown Girls                        | Morgan            | 1 epizód     |
| 2009      | A Cleveland-show        | The Cleveland Show                    | Fontaisha (hang)  | 1 epizód     |
| 2009      | Dr. Csont               | Bones                                 | Becca Hedgepeth   | 1 epizód     |
| 2006      |                         | The View                              | önmaga            | vendég       |
| 2006      |                         | Dancing with the Stars                | önmaga            | versenyző    |
| 2005–2006 | Zack és Cody élete      | The Suite Life of Zack & Cody         | Mary Margaret     | 6 epizód     |
| 2005      | Veronica Mars           | Veronica Mars                         | Gabrielle Pollard | 1 epizód     |
| 2004      | Már megint Malcolm      | Malcolm in the Middle                 | Andrea            | 1 epizód     |
| 2004      |                         | Married to the Kellys                 | pincérnő          | 1 epizód     |
| 2004      | 10-8: Veszélyes őrjárat | 10-8: Officers on Duty                | Maya Barnes       | 1 epizód     |
| 2004      | Szívek szállodája       | Gilmore Girls                         | Andy              | 1 epizód     |
| 2003–2004 |                         | Boston Public                         | Molly             | 3 epizód     |
| 2003      | Mrs. Klinika            | Strong Medicine                       | Tanya             | 1 epizód     |